# 大田区立矢口中学校
大田区立矢口中学校（おおたくりつ やぐちちゅうがっこう）は、東京都大田区下丸子2丁目にある区立中学校である。

## 沿革
- - 1947年（昭和22年）
    - 3月31日 - 設立認可。
    - 3月31日 - 東京都大田区立新宿中学校と称す
    - 4月30日 - 大田区下丸子1-7-1 矢口西小学校に併設
    - 5月7日 - 開校式挙行（開校記念日）

  - 1949年（昭和24年）
    - 6月1日 - 東京都大田区矢口中学校と校名変更,校章制定
    - 7月8日 - 新校舎完成（12教室）移転（現在地）

  - 1951年（昭和26年）～ 1958年（昭和33年） -増築（一期～五期）
  - 1953年（昭和28年）3月20日 - 校旗樹立式
  - 1957年（昭和32年）11月1日 - 創立10周年記念式典,校歌発表会
  - 1959年（昭和34年）4月30日 - 体育館落成
  - 1963年（昭和38年）5月13日 - 改築（9教室）鉄筋3階建
  - 1964年（昭和39年）3月23日 - 改築（3教室）鉄筋4階の部分
  - 1965年（昭和40年）8月14日 - プール新設
  - 1967年（昭和42年）
    - 5月30日 - 給食室竣工
    - 11月 - 創立20周年記念式典

  - 1972年（昭和47年）4月3日 - 第一期鉄筋校舎竣工（普通教室6特別教室3）
  - 1973年（昭和48年）
    - 2月 - 第三期鉄筋校舎竣工（普通教室2管理室4）
    - 6月30日 - プール更衣室新設

  - 1977年（昭和52年）11月26日 - 創立30周年記念式典
  - 1980年（昭和55年）9月30日 - 体育館,特別教室8,普通教室13,給食調理室落成
  - 1983年（昭和58年）4月30日 - 普通教室増築9竣工
  - 1984年（昭和59年）10月3日 - 校庭散水栓設置
  - 1986年（昭和61年）2月17日 - 防御ネット完成
  - 1987年（昭和62年）
    - 10月 - プール改修工事
    - 11月14日 - 創立40周年記念式典

  - 1989年（昭和63年）
    - 3月31日 - プール竣工
    - 8月31日 - 校舎外壁塗装工事竣工

  - 1992年（平成4年）2月29日 - コンピューター室完成
  - 1995年（平成7年）3月15日 - 特別教室改修（第一理科室,第一美術室）
  - 1997年（平成9年）11月15日 - 開校50周年記念式典
  - 1999年（平成11年）11月16日 - 耐震補強工事完了
  - 2000年（平成12年）4月1日 - 校名が大田区立矢口中学校に変更
  - 2004年（平成16年）8月28日 - 外壁をPTAと共に塗装
  - 2006年（平成18年）～ 2007年（平成19年） - 大田区研究奨励校
  - 2007年（平成19年）11月6日 - 開校60周年記念式典
  - 2008年（平成20年）2月15日 - 特別支援と学級経営研究発表（区研究奨励校）
  - 2015年（平成27年）12月 - 給食調理室改修工事完了
  - 2017年（平成29年）9月3日 - 開校70周年記念式典
  - 2019年（平成31年）4月17日 - 特別支援学級開級式
  - 2019年（令和元年）10月4日 - 特別支援学級設置工事完了
  - 2021年（令和3年）2月26日 - プール補修工事完了
  - 2022年（令和4年）8月31日 - 体育館証明改修工事完了

## 教育目標
人間尊重の精神を教育の基本におき、人間性豊かで、民生的な社会を担うことのできる人間を育成するための次の目標を定める。
〇学ぶ人
〇思いやる人
〇鍛える人
〇はばたく人

## 交通アクセス
- 最寄り駅は東急多摩川線武蔵新田駅から徒歩11分。